# گری بیرتلز
گری بیرتلز (به انگلیسی: Garry Birtles) زادهٔ ۲۷ ژوئیه ۱۹۵۶ بازیکن فوتبال اهل انگلستان که سابقهٔ بازی در تیم ملی فوتبال انگلستان را در کارنامهٔ خود دارد. وی در تاریخ ۱۳ مه ۱۹۸۰ نخستین بازی ملی خود را در مقابل تیم ملی فوتبال آرژانتین انجام داد و با حضور در ۳ بازی ملی، در تاریخ ۱۵ اکتبر ۱۹۸۰ واپسین بازی ملی‌اش را در برابر تیم ملی فوتبال رومانی برگزار کرد.